# François Vallée (cyclisme)
Pour les articles homonymes, voir François Vallée et Vallée (homonymie).
François Vallée , né le 28 février 1904 à Segré et mort le 14 novembre 1986 à Mayenne, est un coureur cycliste français, spécialiste du demi-fond.

## Palmarès
- 1928
  - 6e du championnat de France de demi-fond, 1re édition, mai, 100 km derrière motocyclettes, Parc des Princes, entraîné par  Daniel   Lavalade.
  - 8e du championnat de France de demi-fond, 2e édition, juillet, 100 km derrière motocyclettes, Parc des Princes, entraîné par  Daniel   Lavalade.
  - 3e du championnat de France de demi-fond, 3e édition, septembre, 100 km derrière motocyclettes, Parc des Princes, entraîné par Joseph Paillard.
- 1936
  - 3e du Grand Prix de la Sarthe